# Cordillera Prelitoral Catalana
La cordillera Prelitoral Catalana (en catalán, Serralada Prelitoral) es una cordillera de esta comunidad autónoma, que forma parte de las cordilleras Costero-Catalanas en España. 
| Pirineo Prepirineo Depresión central catalana Pequeñas estribaciones en la Depresión Central | Cordillera Transversal Cordillera Prelitoral Cordillera Litoral Depresiones Litoral y Prelitoral y otras llanuras costeras |

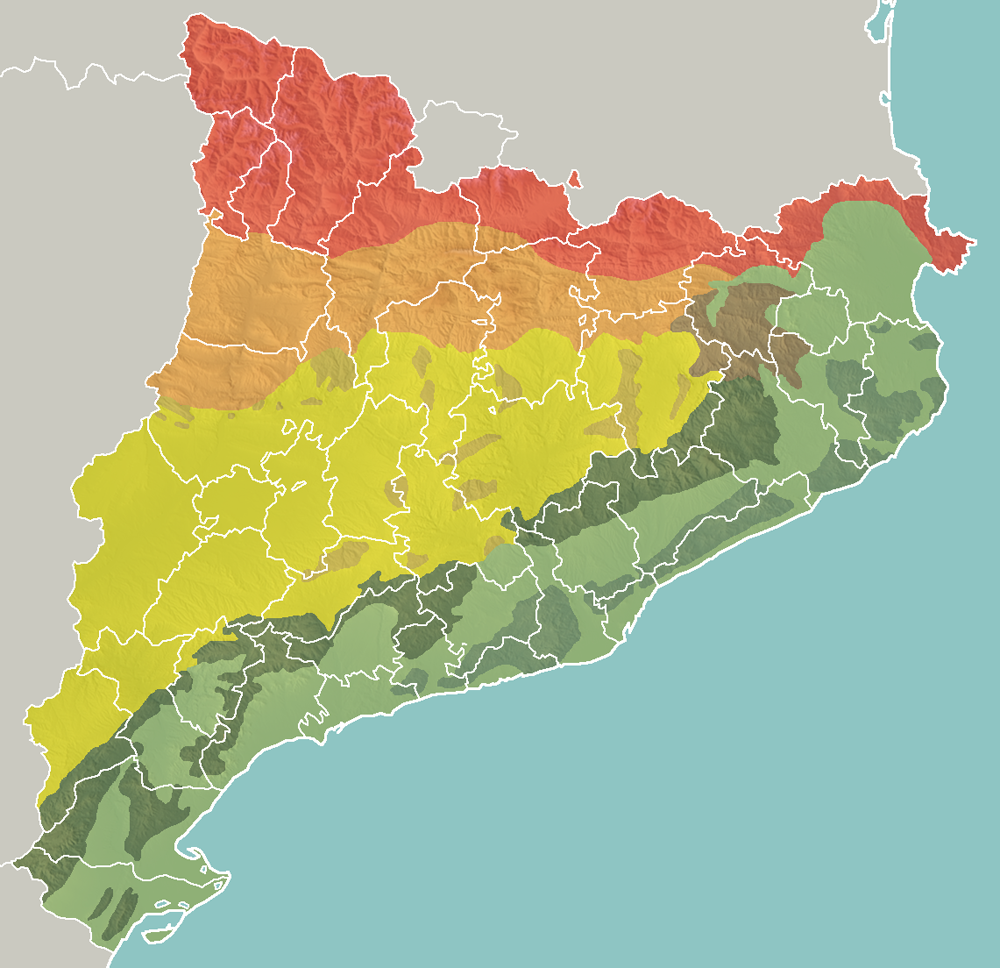
Unidades morfoestructurales de Cataluña:

Se sitúa paralelo a la costa, pero a una distancia de ésta de entre 30 y 60 km, entre el límite con las comunidades autónomas valenciana y aragonesa y la cordillera Transversal (Serralada Transversal). De norte a sur, comprende las sierras de las Guillerías (que comparte con la citada cordillera Transversal), el Montseny, Sant Llorenç del Munt, Montserrat, la de Prades, el Montsant y los Puertos (Els Ports), que forman también parte del sistema Ibérico.
Entre sus espacios naturales protegidos, merecen destacarse el parque natural del Montseny, el parque natural de San Lorenzo del Munt y del Obac, el parque natural de Montserrat y el parque natural de Los Puertos.